# 始平
始平（しへい）は、柔然の君主である佗汗可汗郁久閭伏図の治世で使用された元号。
506年 - 508年。

## 西暦・干支との対照表
| 始平 | 元年  | 2年   | 3年   |
| 西暦 | 506年 | 507年 | 508年 |
| 干支 | 丙戌  | 丁亥  | 戊子  |